# エド・ ジェンキンス
エド・ ジェンキンス（Ed Jenkins、1986年5月26日 - ）は、オーストラリアの元ラグビー選手。

## プロフィール
- オーストラリア・シドニー出身[1]。
- ポジションはフランカー(FL)。
- 身長 185cm、体重 95kg
- リオ五輪の7人制オーストラリア代表に選ばれた[2]。

## 略歴
2016年、リオ五輪の7人制オーストラリア代表に選ばれて主将を務めた。
2018年、現役を引退した。